# Saint-Agnant, Charente-Maritime

Saint-Agnant este o comună în departamentul Charente-Maritime, Franța. În 1 ianuarie 2022 avea o populație de 2.774 de locuitori.